# Hystéropexie
Une hystéropexie est une intervention chirurgicale destinée à la fixation de l'utérus à l'abdomen au moyen de sutures et de renforcements des ligaments en prévention d'un prolapsus ou à la fixation du vagin au col utérin en traitement d'une rétroversion.
Le Professeur Lucien Laroyenne mit au point un procédé pour cette opération.